# Toky
Toky (ukrainisch Токи; russisch Токи/Toki, polnisch Toki) ist ein Dorf im Rajon Pidwolotschysk der Oblast Ternopil im Westen der Ukraine etwa 13 Kilometer nordöstlich der ehemaligen Rajonshauptstadt Pidwolotschysk und 46 Kilometer östlich der Oblasthauptstadt Ternopil am Fluss Sbrutsch gelegen.

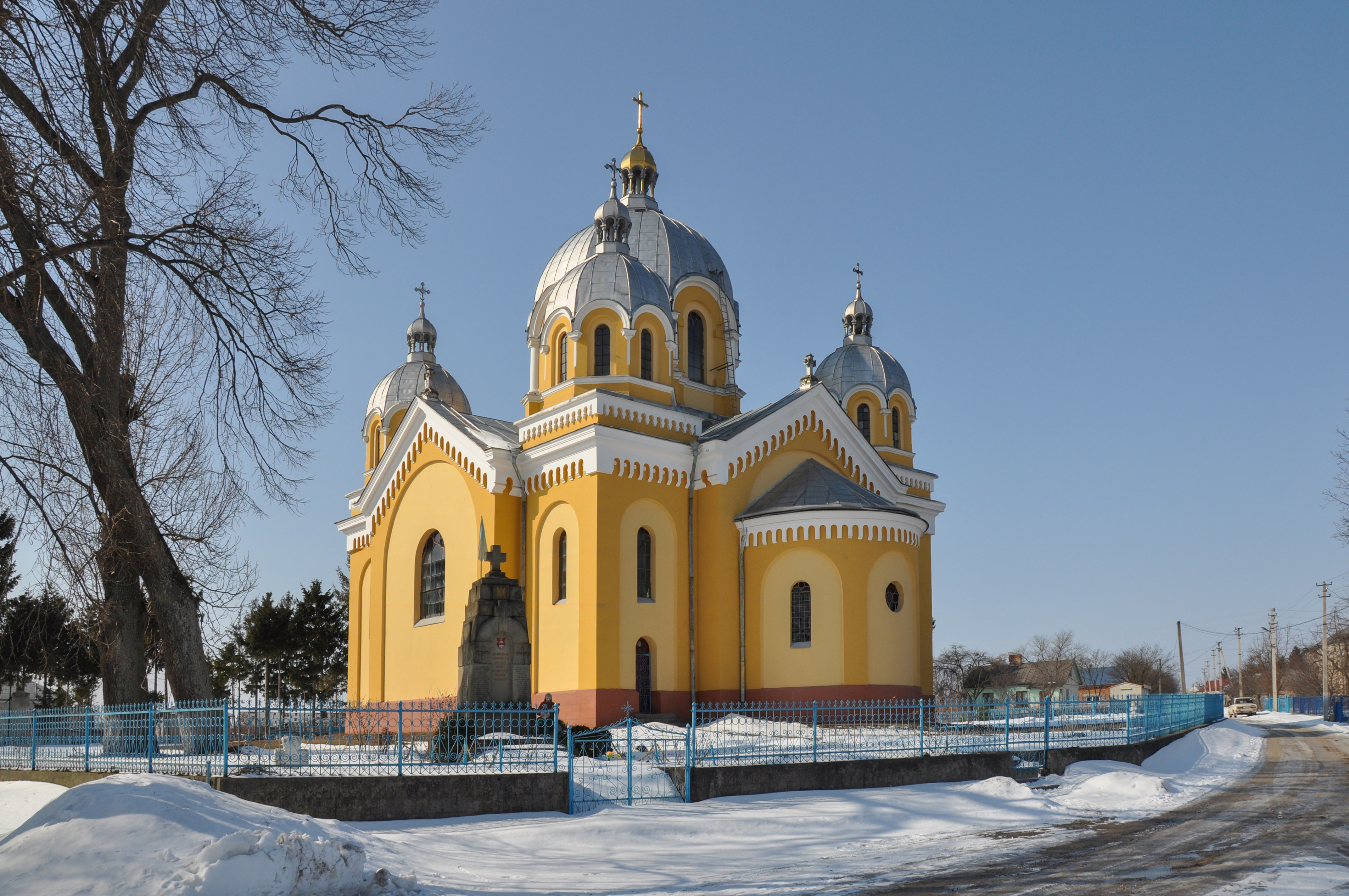
Kirche im Ort

## Geschichte
Der Ort wurde 1772 zum ersten Mal schriftlich erwähnt und entwickelte sich durch die Abtrennung der Vorstadt des östlich des Sbrutsch gelegenen Ortes Orzechowce (heute Oschyhiwzi/Ожигівці in der Oblast Chmelnyzkyj) im Zuge der Grenzziehung durch den Fluss Sbrutsch zwischen Österreich und Polen ab 1772. Bis 1918 gehörte er, mit Unterbrechung zwischen 1810 und 1815, als er als Teil des Tarnopoler Kreises an Russland abgetreten werden musste, unter seinem polnischen Namen Toki zum österreichischen Galizien, ab 1850 war er Sitz eines Bezirksgerichts des Bezirks Skałat.
Nach dem Ende des Ersten Weltkrieges kam der Ort zu Polen (in die Woiwodschaft Tarnopol, Powiat Zbaraż, Gmina Koszlaki), wurde im Zweiten Weltkrieg ab September 1939 von der Sowjetunion und dann ab Sommer 1941 bis 1944 von Deutschland besetzt, hier wurde der Ort in den Distrikt Galizien eingegliedert.
Nach dem Ende des Krieges wurde der Ort der Sowjetunion zugeschlagen, dort kam das Dorf zur Ukrainischen SSR und ist seit 1991 ein Teil der heutigen Ukraine.
Im Ortsgebiet befinden sich die Ruinen einer Burg, diese wurde im 16. Jahrhundert durch das Zbaraski-Adelsgeschlecht errichtet, sie verfiel dann im 18. Jahrhundert.

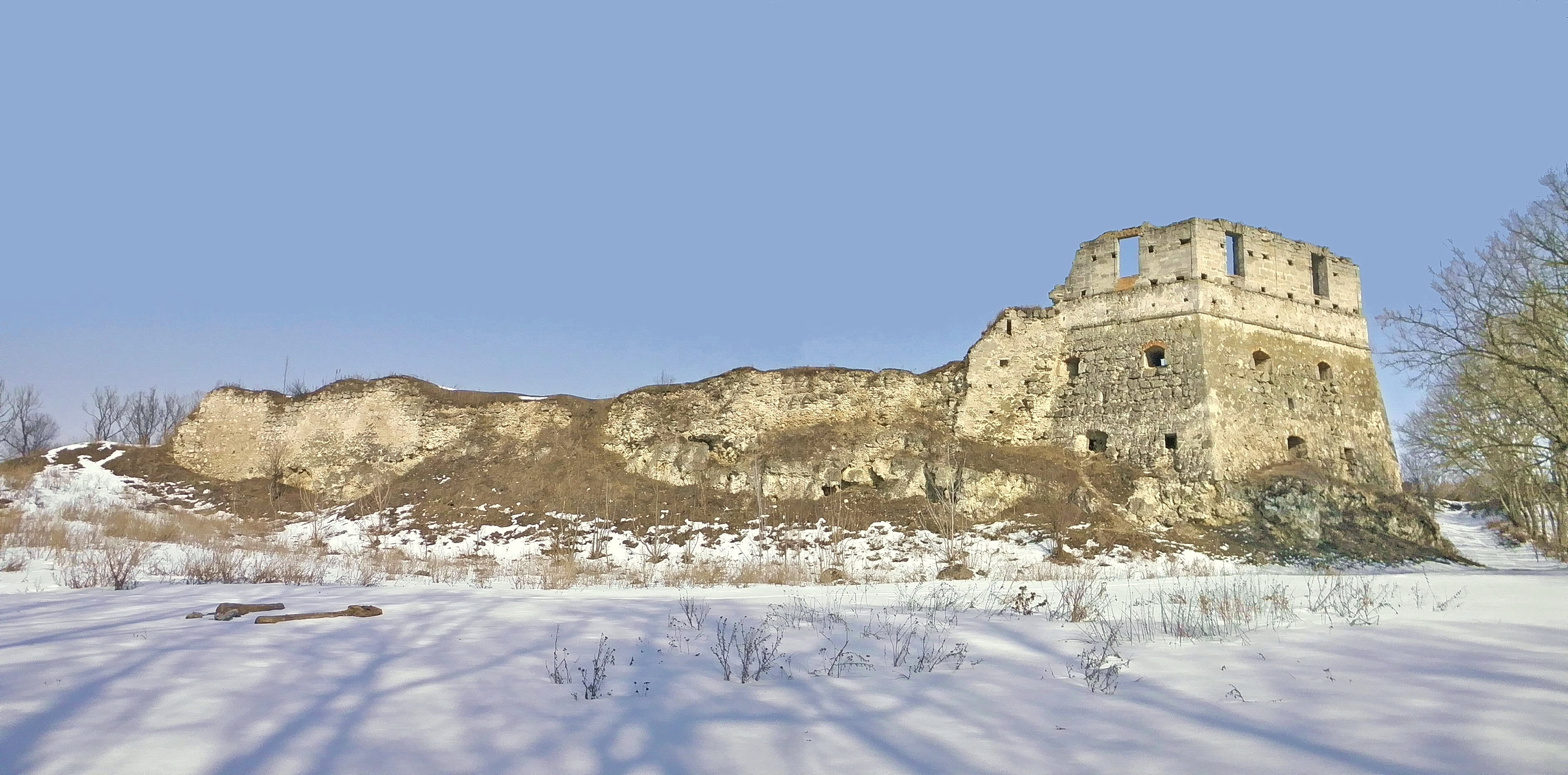
Burgruine beim Ort

Am 12. Juni 2020 wurde das Dorf ein Teil neu gegründeten Landgemeine Skoryky, bis dahin bildete es die Landratsgemeinde Toky (Токівська сільська рада/Tokiwska silska rada) im Nordosten des Rajons Pidwolotschysk.
Seit dem 17. Juli 2020 ist sie ein Teil des Rajons Ternopil.

## Persönlichkeiten
- Władysław Rubin (1917–1990), polnischer Bischof